# Miquel Mont
Miquel Mont (Barcelona, 1963) és un artista i comissari català que viu i treballa a París des de l'any 1988. Alterna la pràctica artística amb el seu compromís amb la docència des de l'any 2000 i actualment és professor a l'Escola d'Art de Tours (ESBA TALM - Site de Tours), així com a l'Escola Nacional d'Arquitectura París-Belleville (ENSA Belleville). Ha publicat textos crítics en revistes (Exit, Fluor) i, com a comissari, darrerament ha realitzat l'exposició Verquidos de Berta Cáccamo (Casa da Parra, Santiago de Compostela).
Les seves creacions s'han pogut veure regularment a Espanya, a les galeries Distrito 4 i Trinta, així com a l'estranger: Aline Vidal (França), Thaddaeus Ropac i Nikolaus Ruzicska (Àustria). La seva obra forma part de nombroses col·leccions públiques i privades com ara les de ”la Caixa”, Banc d'Espanya, Fundació Barrié, Fundació Suñol, Museu d'Art Jaume Morera de Lleida, Museu de Belles d'Arts d'Àlaba, Mumok, FNAC, FRAC (Alsàcia, Bretanya, Picardia i Còrsega), Belgacom Foundation i FMAC París. També ha exposat al Centre d'Art la Panera (Lleida), CRAC (Sète), FRAC Alsàcia, Villa du Parc (Annemasse), la I Triennal de París i a la galeria Formato Cómodo (El ojo toca, 2014), Aline Vidal (Coopérations, 2013), Trinta (Cooperaciones, 2012), Altxerri (Acumulación flexible, 2011), Distrito 4 (No puedes perder lo que nunca has tenido, 2011) i dins del projecte L'art dans les chapelles (església de Locmaria, 2011).

## Estil
Mont explora els límits de la pintura des d'un punt vista absolutament formal, en el qual el que interessa és la manera de tractar-la i de fer-la servir. A les obres dels anys vuitanta i noranta treballa la pintura des de la seva densitat, fins a convertir les seves peces gairebé en objectes de tres dimensions.